# قتل على الطرقات

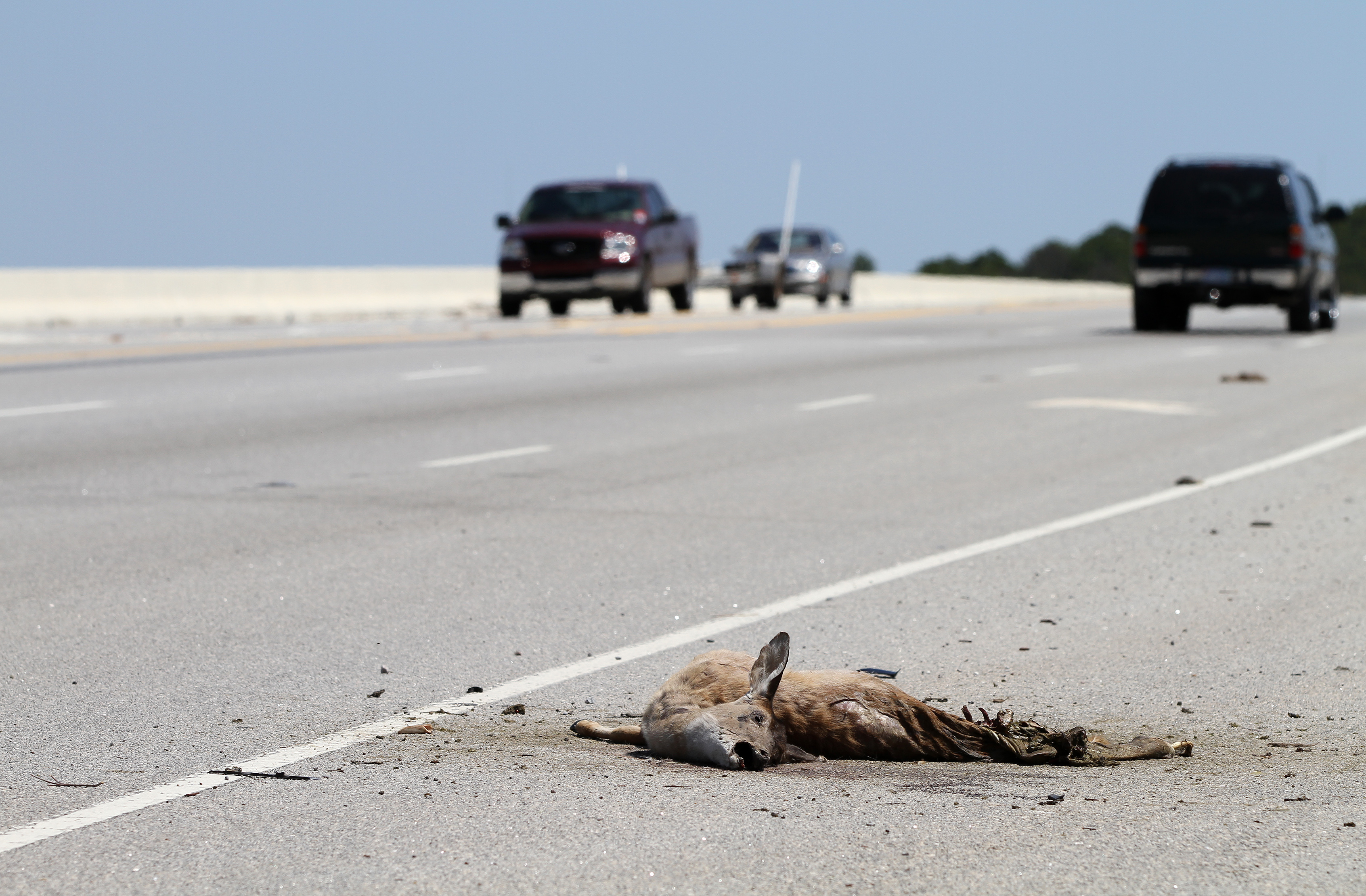
حيوان أليف قتل في الطريق بالولايات المتحدة عام 2012م.

قتل على الطرقات هو مصطلح يستخدم للإشارة إلى حيوان أو حيوانات تم صدمها وقتلها من قبل سائقي السيارات أو الشاحنات. يحدث ذلك لوقوع طرق السيارات بالقرب من أماكن الحياة البرية، وعدم إمكانية تنبؤ الإنسان أو الحيوان بتصرفات الآخر؛ حيث يمكن للحيوانات البرية أن تجوب الطرقات لأسباب مختلفة مما يجعلها «قتيلة طريق». أصبحت اصطدامات الحيوانات البرية بالمركبات بشكل متزايد موضوعًا للبحث الأكاديمي لفهم أسبابها وكيفية التخفيف منها.

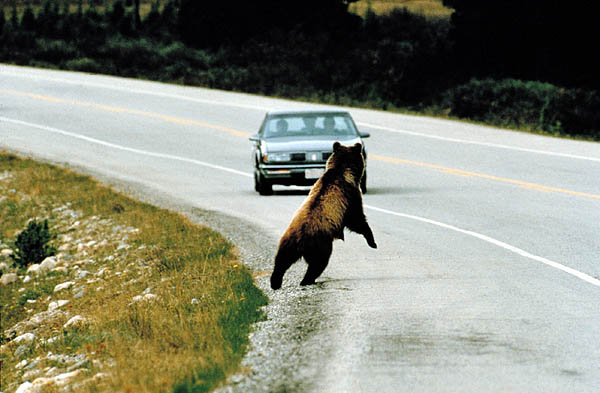
الدب في مواجهة السيارة بمنطقة خطيرة "طريق القتل".

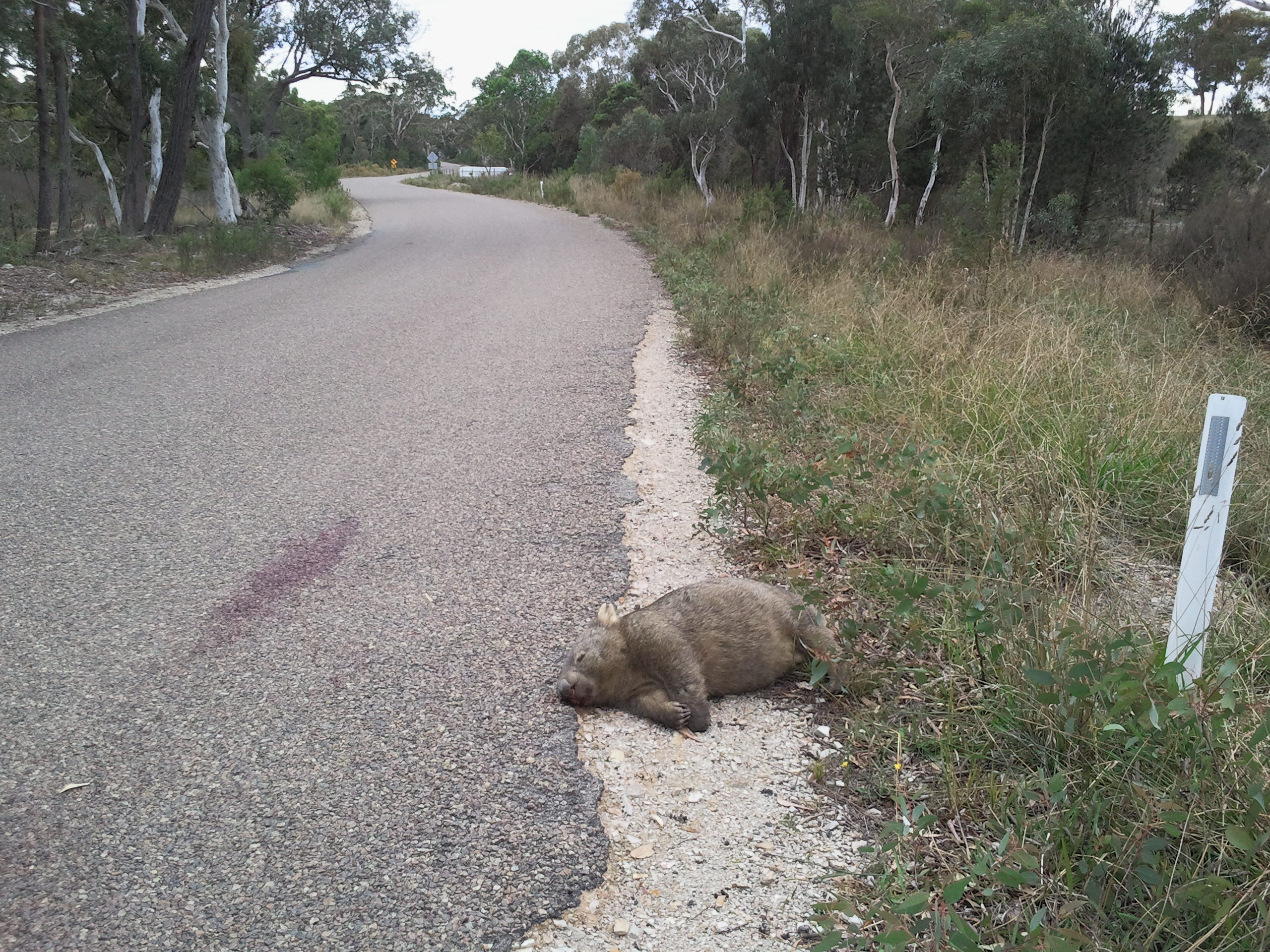
حيوان أليف آخر قتل في أستراليا.

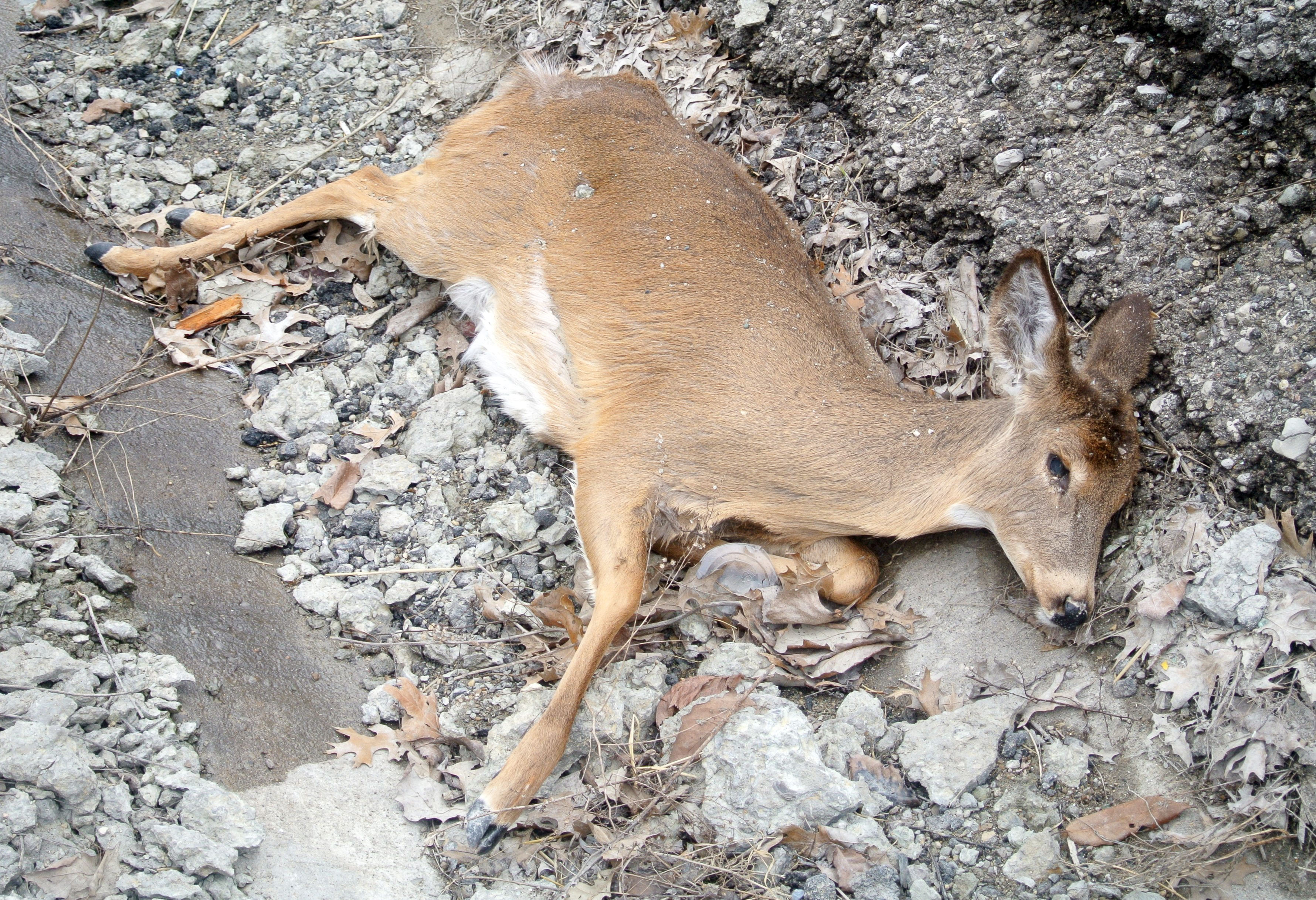
قتيل لغزال بعد دهسه بالمركبة.

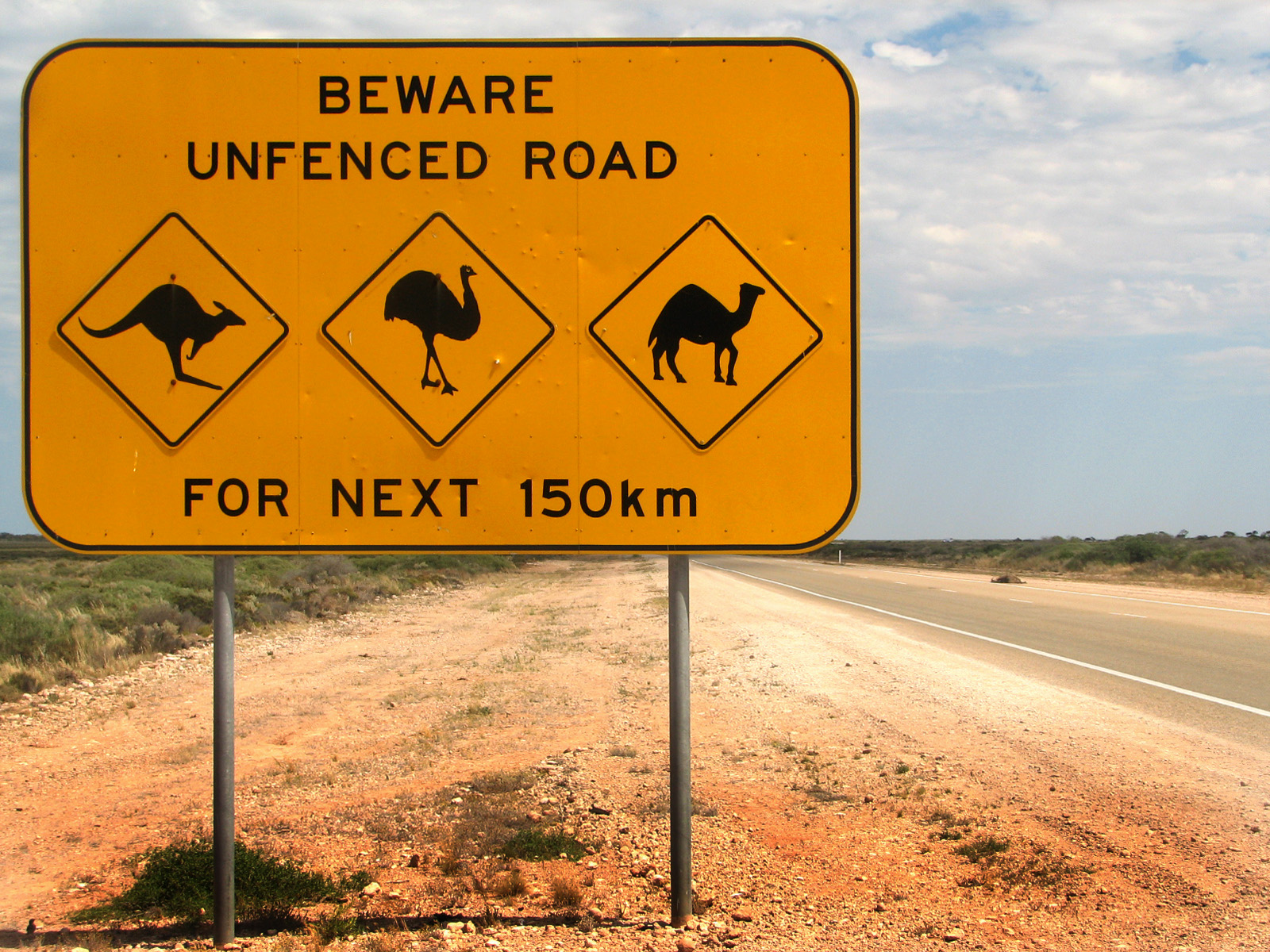
إرشاد تحذيري في أستراليا بمنطقة "طريق القتل".

عادة ما توضع لوحة تحذيرية لوجود الحيوانات كالغزلان أو الكنغر في أحد الطرقات الرئيسية أو الفرعية بمناطق الغابات وبعض الصحاري لتبيه وتحذير السائقين.

## تاريخ
خلال بدايات القرن العشرين، أصبحت حوادث الطرق للحيوانات التي يطلق عليها (بيتزا الطرق السريعة أو اللحوم المسطحة) من شدة الدهس، مشهدًا مألوفًا في جميع دول العالم الأول الصناعية، وذلك منذ أن اعتمدت محركات الاحتراق الداخلي والسيارات كوسيلة للمواصلات. هذه اللحوم قابلة للأكل وتوجد عدة كتب تقدم وصفات لطهي أطعمة تستخدم فيها لحوم الحيوانات التي تعرضت لتلك الحوادث. عام 1920 لاحظ جوزيف غرينيل -عالم الطبيعة وأحد أقدم المتابعين لهذا النوع من الحوادث- أن هذه الحوادث غدت تعد مصدرًا جديدًا للوفيات نسبيًا، وإذا تم تقدير عدد الوفيات بالمقارنة مع أميال الطرق السريعة في ولاية واحدة مثل كاليفورنيا، فإن الوفيات ستصل إلى المئات وربما الآلاف كل 24 ساعة".
في أستراليا، تم وضع إجراءات محددة لحماية المركبات من مجموعة متنوعة من الحيوانات التي يمكن أن تلحق الضرر بها، مثل: دعامات السيارات المعروف عادة في أستراليا باسم (صف القضبان) في إشارة إلى حيوان الكنغر، ويشير ذلك إلى أن التجربة الأسترالية لديها مميزات كثيرة في التعامل مع حوادث قتل الحيوانات على الطرق السريعة. في أمريكا الشمالية تعتبر الغزلان الحيوانات الأكثر احتمالاً في وقوع الأضرار على السيارات.

## التوزيع والوفرة
يقدر عدد الحيوانات المقتولة في الولايات المتحدة بمقدار مليون في اليوم الواحد. . كما يقدر بحوالي 350.000 إلى 27 مليون طائر يتعرض للقتل على الطرق الأوروبية كل عام.

## الأنواع المهددة
وفيات الحيوانات نتيجة لحوادث الطرق يمكن أن تكون كبيرة جدًا بالنسبة للأنواع محدودة العدد. كما أن حوادث الطرق مسؤولة عن 50٪ من الوفيات من الفهود في ولاية فلوريدا، وتعد أكبر عامل للوفيات لحيوان الغرير الأوروبي في إنجلترا. وتعتبر حوادث الطرق مسؤولة بشكل رئيس عن تناقص تعداد الكثير من الحيوانات المهددة بالانقراض، بما في ذلك الذئب والكوالا وحيوان الكوول الشرقي. وفي تازمانيا في أستراليا أكثر الحيوانات تعرضاً لحوادث الطرق هي الأبوسوم ذو الذيل المنفوش والبادميلون التازماني.
عام 1993، شاركت 25 مدرسة من مختلف أنحاء ولاية نيو إنغلاند الأمريكية في دراسة حول الحيوانات التي تقتل أو تموت دهسًا على الطرق، وشملت الدراسة 1923 من الحيوانات النافقة على الطرق.
وصنفت حالات الوفاة إلى: 81٪ ثدييات و15٪ طيور و3٪ زواحف وبرمائيات، و1٪ غير محدد. . ولاستقراء هذه البيانات على الصعيد الوطني، قدرت ميريت كليفتون -رئيسة تحرير صحيفة أنيمال آند بيبل [الحيوان والبشر]- أن الحيوانات التالية تدهسها السيارات في الولايات المتحدة سنويا: 41 مليون سنجاب، و26 مليون قطة، و22 مليون فأر، و19 مليون أبوسوم، و15 مليون راكون، و6 ملايين كلب، و350000 غزال. .
ربما لم تهتم هذه الدراسة بالفروق القابلة للملاحظة في نظام تصنيفها (مثلاً من السهل رؤية حيوانات الراكون النافقة أكثر من الضفادع) كما أن هذه الدراسات لم تُنشر في المطبوعات العلمية المدققة. وأظهرت دراسة حديثة أن الحشرات كذلك عرضة لخطر الإصابة بشكل كبير في حوادث الدهس.
وأظهرت الأبحاث أنماط مثيرة للاهتمام حول دهس الحشرات / الفراشات فيما يتعلق بكثافة المركبات في الطرق.

## آكلات الجيف
أحد الجوانب التي يندر اعتبارها إيجابية للحيوانات النافقة على الطرق هو توفير الغذاء للحيوانات التي تقتات على الجيف مثل: النسور والغربان والثعالب وأبوسوم فرجينيا وطائفة واسعة من الحشرات آكلة اللحوم. في المناطق ذات الكثافة العددية الكبيرة من تلك الحيوانات سرعان ما تختفي جثث الحيوانات النافقة على الطريق، أحيانًا يحدث ذلك خلال دقائق من تعرضها للاصطدام. وفي المناطق المعرضة لحوادث دهس الحيوانات على الطرق تقتات الكثير من الطيور آكلة الجيف على تلك الميتة وتسد الكثير من احتياجاتها الغذائية اليومية، ويمكن في كثير من الأحيان أن تنتظر تلك الحيوانات -واقفة على الأشجار أو أعمدة الهاتف- اصطدام أي حيوان صغير على الطريق لتنقض عليه وتأكل جثته، بالإضافة إلى أن آكلات الجيف ذاتها في خطر من الدهس، وهي عرضة للضغط أو الإجهاد التطوري للاحتراس من مخاطر السير.
وعلى العكس تماماً في المناطق التي تخلو من الحيوانات آكلات الجيف (كالكثير من المناطق الحضرية) نجد أن جثث الحيوانات النافقة تتعفن على الطريق وتدهسها المركبات المارة عدة مرات. فينبغي التخلص من بقايا تلك الحيوانات بسرعة بتخصيص أو توظيف أشخاص للتخلص منها عن طريق الحرق الصحي للجثث. لأن تركها يزيد من الانزعاج بين الناس ويُعقّد عملية التخلص منها ويستنزف المزيد من الأموال العامة والوقت والجهد بلا فائدة بدلاً من صرفها في مشروعات صيانة الطرق.

## نُظُم مراقبة الحيوانات البرية النافقة على الطرق في أمريكا
مؤخرًا وتحديدًا منذ عام 2009 ظهرت أنظمة لرصد الحيوانات البرية النافقة على الطرق، حيث يقوم مئات من المراقبين بالتسجيل والإبلاغ عما يحدث من حالات الدهس على موقع خاص من خلال شبكة الإنترنت.
يقدم المراقبون الذين هم عادة من المهتمين بالطبيعة أو من العلماء المتخصصين، معلومات عن نوع الحيوانات النافقة والموقع الذي حدثت فيه حالات الدهس إضافة إلى معلومات أخرى تتعلق بما لاحظوه. ثم يتم عرض هذه البيانات على موقع مخصص لذلك على شبكة الإنترنت؛ لتسهيل المشاهدة والعرض وإتاحتها للدراسات الباحثة في الأسباب المباشرة لحدوث هذه المشكلة، بالإضافة إلى دراسات تتعلق بتوزيع الحيوانات البرية على الواقع وأماكن تواجدها وطبيعة تحركات الحيوانات البرية وغيرها من الدراسات. كما أن مواقع نظام المراقبة للحيوانات النافقة متاحة لولايات أمريكية محددة مثل كاليفورنيا.، وولاية ماين.، وآيداهو. يمكن أن تغطي الذبيحة مع رقائق الخشب مساعدة في التحلل مع تقليل الرائحة.
. وفي كل الحالات تستخدم مؤشرات الطرق للمساعدة في قياس مدى التأثير الكلي لاصطدام المركبة على أصناف محددة من الفقاريات.

## إصدار دليل لإثبات حوادث قتل الحيوانات البرية
قامت هيئة حكومية في أمريكا الشمالية بإنتاج أول دليل لإثبات وتحديد حوادث قتل الحيوانات البرية، حيث قامت وزارة المواصلات في كولومبيا البريطانية بكندا سنة 2008 بطباعته ونشره، وركز هذا الدليل على معظم الحيوانات الآكلة للحوم شيوعاً وذوات الحوافر التي عُثر عليها في كولومبيا البريطانية. وتم العمل على هذا الدليل لمساعدة خبراء وزارة المواصلات في كولومبيا البريطانية في معرفة هياكل الحيوانات البرية التي يتم العثور عليها في الطرق السريعة داخل الإقليم، كما يعد نظام إعداد التقارير لحوادث الحيوانات البرية من اختصاصهم.

## الوقاية

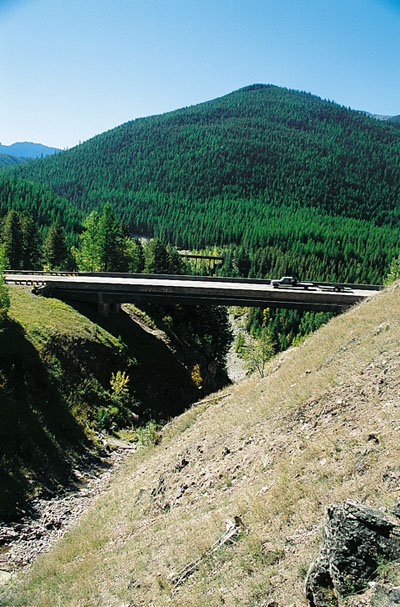
اعتاد الماعز الجبلي على عبور طريق الولايات المتحدة رقم 2 للوصول إلى منطقة على الجانب الآخر من الوادي. اليوم يمكنهم الوصول إلى هناك عبر ممرات صخرية أسفل هذه الجسور، محمية عن الأنظار بغطاء الأشجار والتلال شديدة الانحدار.

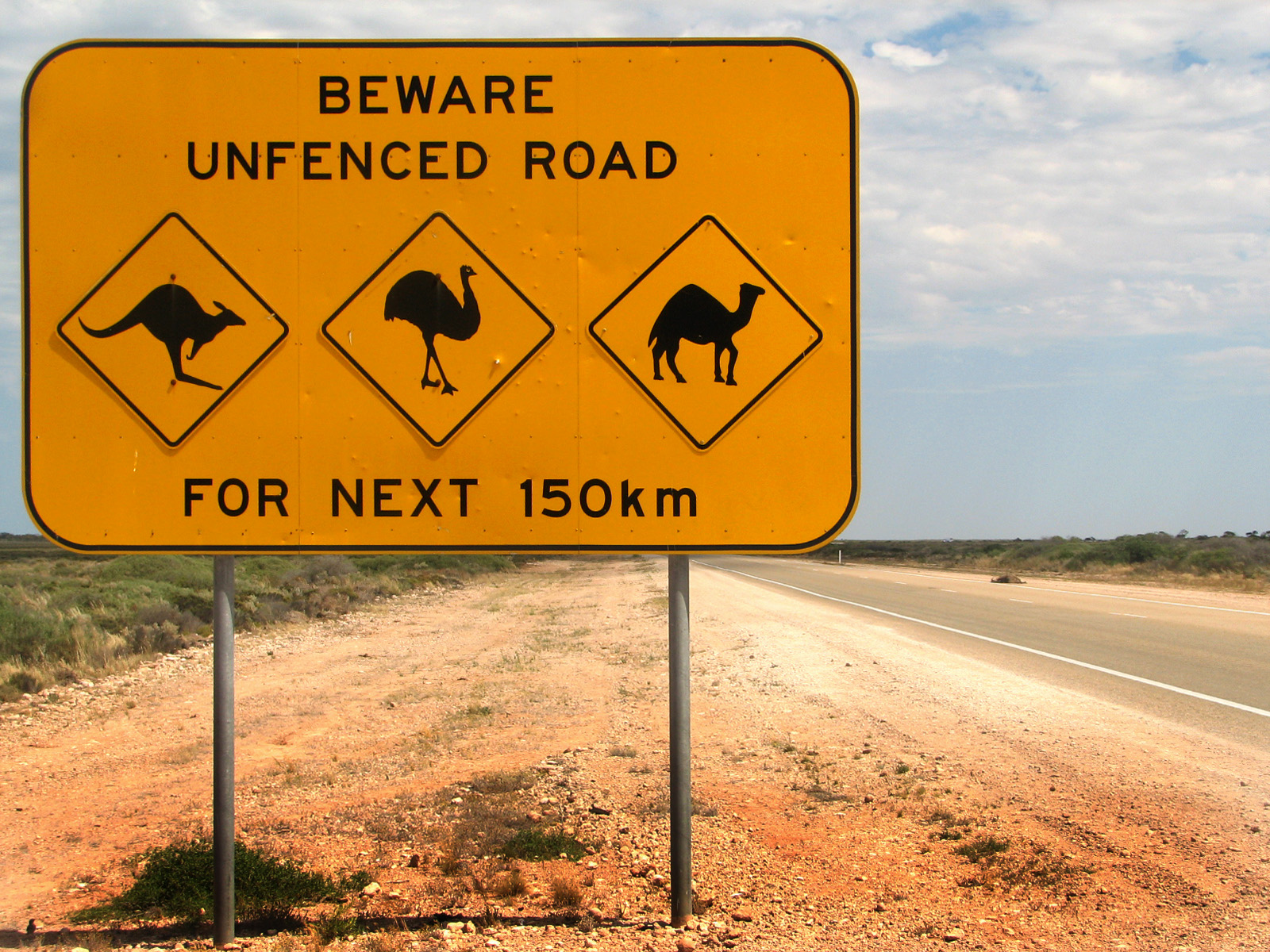
غالبًا ما تُستخدم إشارات المرور للتحذير من المناطق التي يزداد فيها النشاط الحيواني. هذه العلامات ليست ناجحة دائمًا، كما يظهر من خلال طائر الإيمو الميت في المسافة البعيدة على يمين العلامة.

قد ينتج عن حوادث الاصطدام بالحيوانات عواقب سلبية عدة مثل:
1) موت ومعاناة الحيوانات المصدومة من المركبات.
2) إصابة أو موت راكبي السيارة.
3) خسارة لبعض الدواجن أو الحيوانات الأليفة القيّمة.
4) إضرار بالفصائل المعرضة لخطر الانقراض.
5) إحداث أضرار بالمركبات.
6) خسائر اقتصادية (تنظيف، إصلاح السيارات... إلخ).
7) منظر الحيوانات المقتولة على الطريق مؤذٍ، ومؤثر بشكل سلبي في الأماكن المطروقة كوجهات سياحية بالذات. .
بصرف النظر عن النطاق المكاني الذي يتم فيه تطبيق هذا الإجراء الوقائي، هناك نوعان رئيسيان للتخفيف من الحيوانات المقتولة على الطريق: تغيير سلوك السائق، وتغيير أسلوب الحياة البرية. .
هناك ثلاثة طرق محتملة لتغيير سلوك السائق؛ تركز الأساليب الأولية على تغيير موقف السائق عن طريق زيادة الوعي العام ومساعدة الناس على فهم أهمية منع وفيات الطرق وما له من نفع كبير على المجتمع. الطريقة الثانية هي أن يكون الناس على بينة بالمناطق الخطرة وتوضيح مكانها عن طريق استخدام اللافتات والشرائط المتحركة أو الإضاءة. الطريقة الثالثة المحتملة هي إبطاء حركة المرور فعليًا أو نفسيًا، وذلك باستخدام المنعطفات أو المطبات الصناعية.
وهناك ثلاث طرق لتغيير سلوك الحيوانات البرية؛ الطريقة الرئيسة للحد من تسكع الحيوانات على جوانب الطرق تكون من خلال الحد من المواد الغذائية والموارد المائية عبر الطريق التي تحتاجها تلك الحيوانات، أو من خلال جعل أسطح الطرق أخف في اللون مما يجعل الحيوانات البرية تشعر بأنها أكثر عرضة للخطر على الطريق. فهذه الأساليب تشجع الحيوانات البرية على العبور من طرق أخرى.
وللحد من عبور الحيوانات في الطريق على الأقل أثناء مرور السيارات، يمكن استخدام معدات مثل صفارات بالموجات فوق الصوتية، والعاكسات الضوئية، والتسييج. ثالثاً يمكننا استخدام آليات لتوفير معبر آمن مثل الجسور، والأنفاق والطرق المخصصة للهروب.

## الحيوانات الكبيرة
الاصطدام بحيوانات ضخمة ذات قرون (مثل الغزال) أمرٌ خطير للغاية، حيث تكمن الخطورة في قابلية انفصال القرون عن رأس الحيوان ومن ثم اختراق الزجاج الأمامي، وأيضًا الاصطدام بحيوانات ضخمة وطويلة الأرجل (مثل الخيول، الكبير من البقر، الجمال) قد يسبب أضرارًا مماثلة. وقد شاعت كثيرًا حالات الإصابات البشرية الناجمة عن اصطدام سائق المركبة بالحيوانات، سواءً كان متفاديًا إياها أو مصطدمًا مباشرةً بها.
يمكن تركيب صوت بوق الغزال في المركبات لتحذير الغزلان من الاقتراب منها، إلا أن فعاليتها محل شك. .
صفارات الرياح فوق الصوتية غالبًا ما تباع بثمن زهيد، وتعد من الطرق السهلة لخفض فرص اصطدام المركبات بالحياة البرية. وفي إحدى الدراسات كان مستوى الضغط الصوتي للصافرة أكثر بـ3 ديسيبل من مستوى سيارة الفحص، إلا أن ذلك لم يحدث فرقًا ملحوظًا لردة فعل الحيوانات عندما فُعّلت الصافرة وعندما لم تفعّل، مما خلق الشك في فعاليتها.

## الحيوانات الصغيرة
يعتبر منظر عدة حيوانات صغيرة مدهوسة في الطرق السريعة أمرًا شائعًا في المناطق التي تكثر فيها السناجب والأرانب والطيور وغيرها من الحيوانات الصغيرة. وقد تسبّب سائقو السيارات بحوادث خطيرة أثناء محاولاتهم تفادي السناجب على الطريق أو التوقف لتجنّب الاصطدام به. . وتعدّ محاولة تفادي الاصطدام به أمرًا لا جدوى منه، وذلك أن تلك القوارض والطيور لديها خفة حركة وسرعة في ردة الفعل أكثر بكثير مما لدى سائقي السيارات بمركباتهم الثقيلة. هناك قلّة من السائقين يمتلكون مهارة تجنّب الاصطدام بسنجاب أو أرنب مندفع على الطريق، أو حتى تقصّد الاصطدام به عمدًا. التصرّف الحكيم والإنساني في هذه المواقف، هو الاستمرار بالقيادة في وضع متأهّب وآمن، والسماح للحيوانات الصغيرة بأن تقرر في تلك اللحظة أي طريق ستعبر أو تطير من خلاله. وبهذا فعملية مرور الطرفين تنتهي بلا خسائر.
من جانب آخر، فإن الزواحف بطيئة الحركة كالسلاحف والثعابين من الممكن ملاحظتها بسهولة، إذا كانت سرعة حركة المرور وأحواله تسمح بتفاديها. أما الثدييات متوسطة الحجم بطيئة الحركة كحيوان الأبوسوم والقندس والظربان فيجب تفاديها قدر المستطاع.

## القيادة الليلية
على الرغم من أن الاصطدام المفاجئ قد يحدث في أي وقت من اليوم إلا أن الغزلان عادة تتنقّل من وقت طلوع الفجر حتى حلول الغسق وتكون أكثر نشاطاً في شهريّ أكتوبر وديسمبر (فترة تزاوجها). وللقيادة الليلية تحدياتها، فالحيوانات النشطة ليلاً تكون على الطريق وتكون الرؤية -خصوصاً الجانبية- غير واضحة، فعندما تسطع المصابيح الأمامية على الحيوان فإنه يعصب عليه أن يرى السيارة وهي تقترب (تصبح رؤية الحيوانات الليلية أوضح في الأضواء الخافتة لا الساطعة) وعلاوة على ذلك فإن سطوع ضوء السيارة قد يُبهر بعض الحيوانات مما يجعلها تقف مكانها بدل الهرب كالأرانب. إن تخفيف السائق سرعته والتأكد من خلو جانبيّ الطريق من الغزلان الباحثة عن الطعام يؤمّن له قيادة ليلية آمنة، كما يمكن للسائق أن يرى انعكاس الضوء في عينيّ الحيوان قبل أن يرى الحيوان نفسه.

## معابر الحياة البرية
تسمح معابر الحياة البرية للحيوانات أن تمشي على الطرق أو من تحتها. وتستعمل هذه المعابر غالباً في أوروبا، كما تم تركيب بعض هذه المعابر في القليل من الأماكن في الولايات المتحدة وفي مناطق من كندا الغربية. فبما أن الطرق السريعة الجديدة تؤدي تقسيم مواطن الحيوانات، فإن هذه المعابر من الممكن أن تلعب دوراً مهماً في حماية الأنواع المهددة بالانقراض بالذات. كما توضع لوحات إرشادية واضحة (تصور غزالاً قافزًا) في طرق الولايات المتحدة المعروفة بكثرة عبور الغزلان، كما أن هناك علامات أخرى مشابهة للوعول والظباء وغيرها.
في غرب أمريكا، قد تمر الطرق بمساحات شاسعة تعرف بـ«النطاق المكشوف»، بمعنى أنه لا توجد أسوار تفصل السائقين عن الحيوانات الضخمة كالبقر والثيران. فالسائق قد ينعطف أثناء سيره فيجد أمامه قطيعًا صغيرًا يقف في الطريق، وعادةً ما تكون مناطق «النطاق المكشوف» مزوّدة بلافتات ومحمية بشبكة تعرف بـ«حرس القُطعان».
وفي محاولة لتخفيف أضرار المركبات الناجمة عن الحيوانات والمقدرة بـ1.2 مليار دولار، قامت بعض الولايات بتطوير النظم لحماية سائقي السيارات من الحيوانات الضخمة. إحدى هذه النظم يدعى «نظام اكتشاف الحيوانات في الطرق» (Roadway Animal Detection System (RADS)). ويتكون من حساس يعمل بالطاقة الشمسية يقوم باكتشاف الحيوانات الضخمة القريبة من الطريق، كالظبي والدب والأيل والغزال، ثم يومض بضوءٍ ينبّه من خلاله السائقين القادمين، ونطاق عمل الحساس من 650 قدم إلى أكثر من ذلك حسب التضاريس.

## المعابر المظلية
عملية إزالة الأشجار المصاحبة لبناء الطرق تصنع فجوة في المظلة التي تكونت من تشابك الأشجار في الغابة وتجبر فصائل الحيوانات التي تسكن الأشجار على النزول للأرض لعبور الفجوة. وقد أُنشئت المعابر المظلية للسناجب الحمراء في بريطانيا العظمى، ولقرود كولوبوس في كينيا، ولحيوان الأبوسوم ذي الذيل الملتوي في أقصى شمال كوينزلاند بأستراليا. ولهذه المعابر غرضان: ضمان عدم إعاقة الطرق لحركة الحيوانات، ولتقليل حوادث دهس الحيوانات على الطرق. وقد يكون إنشاء المعابر سريعا وغير مكلف نسبيًا.

## طرق الهروب
العوالق المتراكمة وبقايا أعمال الحفر والسياج مما قد يتسبب في وجود الحيوانات على الطريق وتعثرها أو محاصرتها فيه ومن ثَمّ دهسها. . لذلك تم إنشاء طرق الهروب على مداخل الطرق الرئيسة لتزيد احتمالية تفادي هذه الحالات، وتعتبر طرق الهروب واحدة من التدابير الأكثر فائدة خصوصًا عند إنشاء طرق جديدة أو عند صيانتها أو توسيعها أو إغلاقها. ويمكن إجراء البحوث عن مدى فاعلية طرق الهروب من خلال مراقبة استجابة الحيوانات للسيارات في مناطق توجد بها طرق هروب وحواجز طبيعية، بدلاً من الحكم على الطرق المبنية لهذا الغرض.

## المخاطر الجذابة
في الطرق التي تحوي مطبات تحذيرية قد يتم تراكم الأملاح بين ثنايا هذه المطبات. هذه الأملاح تشكل عنصر جذب خطر للحيوانات الصغيرة والكبيرة على حد سواء، التي قد تبدأ في البحث عن الملح حتى تلعقه. مما يضعها في خطر التعرض للدهس على الطريق الشروط الصحية النافعة. على سبيل المثال، عندما حاولت سلطات تينيسي التشريعية إضفاء الشرعية على استخدام الحيوانات المقتولة عن طريق الخطأ، وأنها أصبحت موضوع القوالب النمطية والفكاهية الساخرة.

## الجوانب الثقافية
باعتبار أن معظم الناس يصادفون الحيوانات الميتة دهسًا بعد مرور وقت كافٍ على موتها، بل إن الجثة قد تكون وقتها أكثر تضررًا بسبب الدهس المستمر أو تبدأ بالتحلل، فإن ذلك قد أسهم في زيادة كم السخرية والتنديد والتحذير ضمن بعض أوساط المجتمع الأمريكي؛ فعلى سبيل المثال حين حاولت الهيئة الشرعية في ولاية تينيسّي إجازة استعمال الحيوانات المقتولة دهسًا، أصبح هذا الرأي مرتبطًا بهم كصورة نمطية وبابًا للتندّر والسخرية باستمرار منهم. وتنتج المطبوعات الهائلة التي تظهر الحيوانات العائمة بشكل مخيف في فراغ. ومن أمثلة ذلك أن الكاتب الموسيقي والاستعراضي لاودن وينرايت الثالث كتب أغنية ساخرة خالية من المعاني عنوانها "ديد سكنك إن ذي ميدل أوف ذي رود أو الظربان الميت في وسط الطريق" عام 1972، وقد بلغت هذه الأغنية الساخرة المركز 16 ضمن قائمة بلبورد لأفضل مئة أغنية في أمريكا ذلك العام. ."
يتم استعمال الحيوانات الميتة دهسًا أحيانًا كنوع من الفن. ويستخدم العديد من الفنانين إعدادات التحنيط التقليدية في أعمالهم، بينما يستخدم البعض منهم أنواع أخرى من الفن. وتقوم الفنانة العالمية كلوديا تيرستابين بتصوير الحيوانات الميتة دهساً. وتُنتج مطبوعات ضخمة تُظهر الحيوانات عائمة بشكل مخيف في الفراغ. إلا أن استعمال الحيوانات الميتة دهساً كنوع من الفن ليس أمراً حديثاً، فالفنان الأمريكي ستيفن باتيرنايت كان يعرض أعمالاً للحيوانات الميتة دهساً منذ السبعينيات.

## الاصطدام المتعمد
وجدت البحوث التي أجريت في بلدة أونتاريو في كندا عام 1996م عدداً كبيراً من الزواحف المقتولة في طُرقٍ ليست للسفر عادةً، وافترضت تلك الدراسات أن بعض قائدي السيارات قد دهسوا تلك الزواحف عمداً. ولإثبات صحة تلك الفرضية أجريت بحوث تجريبية عام 2007م والتي وجدت أن 2.7% من السائقين قد اصطدموا ببعض الزواحف مثل الثعابين والسلاحف عمداً، وقد كان معدل الاصطدام المتعمد أعلى خمس مرات بالنسبة للسائقين الذكور.

## مزيد من القراءة
- Knutson، Roger M. (2006) [1987]. Flattened Fauna, Revised: A Field Guide to Common Animals of Roads, Streets, and Highways (ط. second). Berkeley, CA: Ten Speed Press. ISBN:978-1580087551.

قالب:مزيد من القراءة

## وصلات خارجية
- Roadkill Observation System in the US states of California and Maine
- Map Road Kill in Ireland نسخة محفوظة 28 يناير 2021 على موقع واي باك مشين.
- Just Because It's In Slow Motion Doesn't Mean You Can Stop It - Joy Hunsberger—an artist who has been photographing roadkill as a form of ancestor worship since 1997.
- Roadkill prevention in the Northern Beaches of Sydney Australia نسخة محفوظة 18 نوفمبر 2012 على موقع واي باك مشين.
- "Hints for the Highway, What Drivers Can Do"؛ prevention tips from Wildlife Collision Prevention Program of كولومبيا البريطانية Conservation Foundation.
- "A Guide to Road Ecology in Ontario"[وصلة مكسورة] - 2010 report by Ontario Road Ecology Group, Toronto Zoo.
- "Caution: Animals crossing" - Canada Safety Council prevention tips including engineering solutions.